# پسرخوانده
پسرخوانده فیلمی به کارگردانی جمشید شیبانی و نویسندگی اکبر صادقی محصول سال ۱۳۵۲ است.

## داستان
علی پسر کوچک ملک (ژاله کریمی) بیمار است و...

## بازیگران
- رضا بیک ایمانوردی
- ژاله کریمی
- علی میری
- علی زندی
- محمود تهرانی
- گیتی فروهر
- فتنه
- طاووس
- نجفی
- شهلا ریاحی
- عربیان
- یوسف جزایری
- مینو دولتشاهی
- رحمانی